# 卡西米尔·奥耶-姆巴
卡西米尔·奥耶-姆巴（1942年4月20日—2021年9月16日），加蓬政治人物，在1990年5月3日至1994年11月2日期间出任总理，是1990年代总统哈吉·奥马尔·邦戈管治时期的重要人物。离任总理后他被委任为外交部长至1999年；同年1月起他出任计划、发展规划部长。
2021年9月，卡西米爾因感染新型冠狀病毒送至加蓬首都自由市住院一周，之後於9月11日送至法國巴黎接受進一步治療 。 9月16日去世 